# T-дерево
T-дерево (англ. T-tree) — сбалансированное двоичное дерево, оптимизированное для случаев, когда востребованные («горячие») данные полностью хранятся в оперативной памяти. Используется многими резидентными СУБД, в том числе Datablitz, ExtremeDB, MySQL Cluster, TimesTen, MobileLite.
Структура узла T-дерева может быть представлена следующим образом:
```
struct
 
t_tree_node

{

    
void
*
  
parent
;

    
// сортированный массив указателей на данные

    
void
**
 
data
;

    
// дополнительные управляющие данные

    
void
*
  
control
;

    
void
*
  
left_child
;

    
void
*
  
right_child
;

}

```